# Karnes City
Karnes City è un comune (city) degli Stati Uniti d'America e capoluogo della contea di Karnes nello Stato del Texas. La popolazione era di 3.042 abitanti al censimento del 2010.

## Geografia fisica
Secondo lo United States Census Bureau, la città ha una superficie totale di 5,53 km², dei quali 5,45 km² di territorio e 0,08 km² di acque interne (1,36% del totale).
Karnes City si trova circa a 60 miglia (97 km) a sud-est di San Antonio.

## Società

### Evoluzione demografica
Secondo il censimento del 2010, la popolazione era di 3.042 abitanti.

### Etnie e minoranze straniere
Secondo il censimento del 2010, la composizione etnica della città era formata dal 70,91% di bianchi, il 3,81% di afroamericani, lo 0,62% di nativi americani, lo 0,03% di asiatici, lo 0% di oceanici, il 22,98% di altre razze, e l'1,64% di due o più etnie. Ispanici o latinos di qualunque razza erano il 65,25% della popolazione.